# Casona Puyó
La Casona Puyó, también conocida como Casona Jequier o por su nombre popular «La casona de los pintores», es un inmueble construido por Emile Jéquier, situado en el barrio Bellas Artes de Santiago de Chile. Es conocido por ser una sede que alberga tanto a artistas como a emprendedores. Esta inmensa propiedad ofrece gran variedad tanto en productos como de servicios, los cuales van desde diseñadores de moda independiente, a cafeterías, peluquerías, talleres de arte, entre otros.    
Ubicada específicamente en la comuna de Santiago centro, calle Monjitas n.º 625 esquina Miraflores, a unos pasos del metro Bellas Artes, la Casona Puyó es un caserón de tres pisos, con cien habitaciones , 4 patios interiores, jardín lateral con estacionamiento de carruajes, construida originalmente para ser la residencia de la familia Puyó León y consulta médica para atender a la oligarquía de la época. 

## Historia
La casa Puyó fue construida entre los años 1903 y 1910 por el arquitecto Emile Jéquier, el arquitecto y más famoso y solicitado de Santiago de Chile a principios del siglo XX. Jéquier es quien también diseñó grandes obras arquitectónicas en esa misma ciudad, como por ejemplo; el Museo Nacional de Bellas Artes, la Bolsa de comercio y el Centro cultural de estación Mapocho, sin embargo, esta casona tiene la particularidad de ser la única edificación habitacional creada por el arquitecto Chileno-Francés.
Diseñada a petición del matrimonio del médico infectologo Luis Puyó Medina y Carmela León Luco, el inmueble cuenta con un total de 3.000 metros cuadrados, abarcando un octavo de la manzana en la que se ubica, cercana a las áreas verdes que se estaban construyendo en ese entonces y que actualmente se conocen como el Parque Forestal.
Creada con un diseño francés en un sector que, en ese entonces, era considerado la periferia del centro de Santiago, Luis Puyó solicitó al arquitecto no solo crear una, sino que crear seis viviendas de entre 200 a 850 metros cuadrados. todas unidas entre sí. Dos de las viviendas serían para su uso personal, tratadas como residencia familiar y consulta, las otras cuatro estarían destinadas a ser alquiladas a gente conocida por la familia y residencia temporal para enfermos. 
Acogiendo inicialmente al matrimonio Puyó y sus diez hijos, la casona, tras la muerte del matrimonio y cierre de la consulta médica a fines de los años 30, pasó a manos de las dos hijas mayores de la familia; María e Inés Puyó, quienes se quedaron en el recinto hasta su deceso en 1997 y 1996 respectivamente. Inés Puyó, siendo una gran artista en vida, fue la principal responsable de la reputación adquirida por la casona, la cual siempre fue vinculada a los artistas debido a que dio refugio y espacio para talleres a artistas plásticos y galerías de arte, e incluso la fundación de una radio.
Tras el fallecimiento de ambas hermanas la mayor parte de los bienes mobiliarios de la casona pasaron a ser rematados en una subasta en 1998, incluido el escritorio médico de Luis Puyó que por varias décadas se mantuvo intacto en la casa utilizada como consulta. Debido a este remate la mayor parte de los muebles familiares que habían sobrevivido hasta la fecha fueron retirados del edificio y lo poco y nada que queda de su origen son algunas fotografías familiares, las molduras de las habitaciones y, por supuesto, la historia compartida tanto por la familia Puyó como por las muchas personas que alguna vez fueron acogidas dentro de sus paredes. 
Ya que ninguna de las hermanas tuvo descendencia la propiedad pasó a manos de terceros. Una congregación de monjas y un sobrino lejano de la familia fueron los beneficiados con la propiedad y quienes la vendieron a una inmobiliaria alemana, sin embargo, la actual administración del palacio Puyó sigue a cargo de Elba Farías, quien cuidó de Inés Puyó en sus últimos años de vida y quien aún motiva a utilizar la residencia con fines culturales.
La casona, en sus más de cien años ha albergado una radio, dos galerías, talleres de artes plásticas, grabado y escultura, se ha prestado como escuela de danza árabe, instituto de disciplinas japonesas y salón de té, se ha convertido en peluquería, barbería, boutique de lencería y diseño de vestuario, tienda de joyas, de decoración y muebles, también tuvo una tienda de antigüedades, un centro de yoga, una consulta psicológica, una florería y una cafetería llamada "Inés" en honor a la pintora.

### Inés Puyó
Inés fue una de las hijas mayores del matrimonio Puyó, quien se instaló con su propio taller de arte en la casa de Monjitas #615. Inés es reconocida por ser una gran pintora de la Generación del 28’ y por ser alumna de Juan Francisco González. Por muchos años tuvo su taller en el tercer piso de la Escuela de Bellas Artes y fue activamente militante de la renovación plástica de la época.
Becada por el Gobierno Chileno en 1930 para ir a estudiar a Francia, se convirtió en discípula de Othon Friesz y André Lothe, se le dio la oportunidad de exhibir su obra en el Salon D’automne. y en el Des Indépendents. Luego de un tiempo continuó su viaje a Nueva York para seguir especializándose con el pintor cubista Amédée Ozenfant. Tras su regreso a Chile la pintora y profesora recibió una serie de premios y distinciones por su trabajo.
En el año 1969 la en ese entonces Escuela de Bellas Artes, actual Museo Nacional de Bellas Artes, sufrió un incendio devastador por el cual muchos artistas y estudiantes se vieron damnificados sin un lugar fijo para seguir su rubro, es ahí donde inicia la relación entre la Casa Puyó y los artistas chilenos, ya que Inés compartió el espacio de su familia con sus compañeros pintores y con grandes maestros del Arte de la Universidad de Chile para que se instalaran con sus talleres de pintura, grabación y escultura, los cuales permanecieron vigentes y en constante desarrollo por más de 40 años. 
Pintores conocidos como; Nemesio Antúnez, Ximena Cristi, Carlos Ossandón, Augusto Barcia, Aída Poblete, Carlos Pedraza Olguín, Héctor Banderas, los escultores Julio Antonio Vásquez y María Fuentealba fueron algunos de los artistas profesionales que se mantuvieron en el lugar. Lugar que también vio florecer los talentos de Bororo, Fernando Allende y Samy Benmayor. Todos ellos figuras influyentes de la corriente artística visual chilena. 
En 1983 Inés Puyó fue incorporada a lista de Miembros de Número de la Academia Chilena de Bellas Artes y en 1984 recibió la condecoración al mérito docente y cultural Gabriela Mistral.
Con los años, innumerables personajes de las artes trabajaron e hicieron funcionar sus talleres en esta casona. Varios de dichos talleres fueron popularmente llamados Los talleres 619 (numeración de una de las casas en calle Monjitas), también se dio lugar a diversas galerías como la de Beatriz Lawrence en Monjitas #625, que antes fue la dependencia de la Radio Candelaria y la Galería de Fidel Angulo en Monjitas 609, las cuales ayudaron a que el edificio evolucionara hasta ser un «espacio público» en donde turistas e interesados podían ingresar a sus dependencias.

## Descripción física
La Casona Puyó posee una serie de elementos particulares que la configuran como un edificio patrimonial por registra procesos urbanos relacionados con la expansión residencial de la Capital de Chile en el siglo XX. Su transcendencia histórica y valor estético con un estilo neoclásico la convierten en una pieza arquitectónica única situada en el centro de Santiago. En la actualidad aún se conservan los planos de la casa tanto por calle Monjitas como por calle Miraflores.
El edificio como tal cuenta con seis casas individuales, cada una de ellas con una entrada individual a la residencia, cuatro puertas están ubicadas en la calle Monjitas y tres de ellas en la calle Miraflores. Cuatro de las casas individuales se crearon con el fin de ser arrendadas a amigos y gente cercana a la familia, las otras dos residencias fueron utilizadas por la familia, una para vivir y la otra como consulta médica.
Los pisos del caserón se componen de pisos de madera y altas cornisas y muros interiores, balcones resguardados y diversos corredores que dan acceso a los patios interiores de la edificación. 
Inicialmente su mobiliario residencial se compuso de alfombras persas, sillones de cuero, lámparas a gas y muebles de estilo victorianos. También se dice que en su interior se albergaban cuadros de Alfredo Helsby y Thomas Somerscales.

## Actualidad
Actualmente el edificio es de acceso público ya que contiene una gran variedad de tiendas y servicios en su interior, sin embargo el correr de los años ha ido cobrando gran parte de su belleza. Los jardines interiores siguen existiendo, al igual que la fachada europea neoclásica.
No se ha perdido el valor y aprecio cultural de la edificación en el barrio Bellas Artes pues sigue siendo un edificio popular y característico de la zona.